# Estadio Arturo "Jiya" Miranda
El Estadio Arturo "Jiya" Miranda, conocido como Estadio Arturo Miranda es un estadio de fútbol ubicado en la ciudad de Santiago del Estero, en la provincia del mismo nombre, Argentina. El recinto está localizado en el sector oeste de la ciudad capital de Santiago del Estero, ubicado en las avenidas Rivadavia y Leopoldo Lugones, posee una capacidad para 17.000 personas y es propiedad del Club Atlético Güemes que juega en la Primera B Nacional, la segunda categoría del fútbol en Argentina.

## Historia
El Estadio Arturo "Jiya" Miranda es el estadio principal del Club Atlético Güemes, ubicado en la ciudad de Santiago del Estero, Argentina. Fue inaugurado en 1951, cuando el club decidió trasladar su cancha desde una ubicación anterior en Villa Grimanesa al terreno actual, delimitado por la Avenida Rivadavia, Leopoldo Lugones, Islas Malvinas y Cassaffousth.